# نخستین دوره جشنواره بین‌المللی فیلم فجر
نخستین دورهٔ جشنواره فیلم فجر در بهمن ۱۳۶۱ در تهران برگزار گردید. زمان برگزاری جشنوارهٔ یکم، همزمان با جنگ ایران و عراق و فضای پس از انقلاب ۵۷ بود. نگاهی به اسامی فیلم‌های حاضر در بخش مسابقهٔ آماتور، حال و هوای زمان برگزاری جشنواره را بازگو می‌کند. این دوره فقط شامل مسابقهٔ سینمای آماتور بود و بخش سینمای حرفه‌ای، به صورت غیر رقابتی برگزار شد. حاجی واشینگتن، خط قرمز، مرگ یزدگرد، اشباح و سفیر از جمله فیلم‌های این دوره بودند.

## بخش جنبی
- چشم‌انداز سینمای کوبا
- سینمای ایتالیا از نئورئالیسم تا امروز
- سرخ پوستان و سیاه پوستان در سینما
- سینمای کودکان و نوجوانان
- سینمای ایران پس از انقلاب اسلامی
- نمایش‌های ویژه

## بخش مسابقهٔ آماتور
فیلم‌های «بچه‌های دیار صفا»، «علمدار»، «خرمشهر ۶۱»، «با هم برای ایثار»، «یا زهرا»، «کدام مکتب است این»، «خرمشهر شهر عشق، شهر خون»، «آمریکا نابود است» و «بر بال ملائک» از جمله فیلم‌هایی بودند که در بخش آماتور این دوره شرکت کردند و با دیپلم افتخار از آن‌ها تقدیر شد.

## فیلم‌های حرفه‌ای
- ابراهیم در گلستان (۱۳۶۱) ایرج امامی
- دادا (۱۳۶۱) ایرج قادری
- سفیر (۱۳۶۱) فریبرز صالح
- مرگ یزدگرد (۱۳۶۱) بهرام بیضایی
- حاجی واشینگتن (۱۳۶۱) علی حاتمی
- آفتاب نشین‌ها (۱۳۶۰) مهدی صباغ‌زاده
- اشباح (۱۳۶۰) محمدرضا میرلوحی
- برنج خونین (۱۳۶۰) امیر قویدل، اسداله نیک نژاد
- توجیه (۱۳۶۰) منوچهر حقانی پرست
- جاده (۱۳۶۰) محمدعلی سجادی
- خط قرمز (۱۳۶۰) مسعود کیمیایی
- در محاصره (۱۳۶۰) اکبر صادقی
- دست شیطان (۱۳۶۰) حسین زندباف
- عصیانگران (۱۳۶۰) جهانگیر جهانگیری
- فرمان (۱۳۶۰) کوپال مشکوت
- فصل خون (۱۳۶۰) حبیب کاوش
- مرز (۱۳۶۰) جمشید حیدری
- از فریاد تا ترور (۱۳۵۹) منصور تهرانی
- اعدامی (۱۳۵۹) محمدباقر خسروی
- خانه آقای حقدوست (۱۳۵۹) محمود سمیعی
- خونبارش (۱۳۵۹) امیر قویدل
- دانه‌های گندم (۱۳۵۹) حسن رفیعی
- طلوع انفجار (۱۳۵۹) پرویز نوری
- کرکس‌ها می‌میرند (۱۳۵۹) جمشید حیدری
- موج طوفان (۱۳۵۹) منوچهر احمدی
- جنگ اطهر (۱۳۵۸) محمدعلی نجفی
- سقوط ۵۷ (۱۳۵۸) باربد طاهری